# Alessandro Bocci
Alessandro Bocci (Siena, Italia, 30 de agosto de 1965) es un dibujante de cómic italiano, activo en su país y en Francia.

## Biografía
A partir de 1994 trabajó para la historieta de ciencia ficción Lazarus Ledd de Ade Capone, publicada por Star Comics, de la que se convirtió en el portadista desde el número 18. En 1997, realizó para Marvel Italia un episodio de la serie Conan il conquistatore. En 2001 empezó a colaborar con la editorial Bonelli, entrando en el equipo del cómic de terror Dampyr. Para la misma editorial, en tiempos más recientes, dibujó un episodio de Tex.
Trabajó también para el mercado francés, dibujando las historietas Fontainebleau - La Maison de sang, Prométhée - Exogénèse y Prométhée  - Mantique, todas con guion de Christophe Bec, para la editorial Soleil. Para otra casa francesa, la Glénat, realizó Fawcett - Les cités perdues d'Amazonie, con textos de Guillaume Dorison.